# Cosberella conatoa
Cosberella conatoa är en urinsektsart som beskrevs av John L. Wray 1963. Cosberella conatoa ingår i släktet Cosberella och familjen Hypogastruridae. Inga underarter finns listade i Catalogue of Life.